# Заячковка (Христиновский район)
Заячко́вка (укр. Заячківка) — село в Уманском районе Черкасской области Украины.
Население по переписи 2015 года составляло 535 человек. Почтовый индекс — 20043. Телефонный код — 4745.

## Местный совет
20043, Черкасская обл., Христиновский р-н, с. Заячковка